# Ballerburg

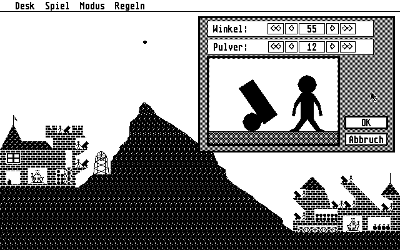
Captura de pantalla De la versión del Atari ST.

Ballerburg es un videojuego de estrategia por turnos de Artillería de 1987, escrito en C por Eckhard Kruse para el Atari ST. El juego estuvo distribuido sin costo monetario alguno como software de dominio público. Sea también donationware como el autor pidió donaciones de 20 Marcos Alemanes, ofreciendo como incentivo el código de fuente del  videojuego.

## Jugabilidad
Ballerburg estuvo diseñado para dos jugadores, los cuales pueden ser humanos o controlados por un ordenador. En el juego, dos reinos enemigos, separados por una montaña, tratan destruir el castillo del enemigo disparando bolas de cañón. Existen dos condiciones para conseguir la victoria: Ya sea pulverizar al rey del adversario pegándole directamente con una bola de cañón, o ya sea arruinando la economía del reino enemigo hasta que el rey capitule automáticamente. Existe la elección de varios castillos, cada uno de ellos con múltiples cañones, un cuarto de almacenamiento destruible por cada cañón, pólvora, bolas de cañón, dinero, y un Anenómetro. Un cañón puede ser disparado por turno, el cual está hecho para poder ajustar el ángulo de disparo y cantidad de pólvora. Un reto adicional es el viento, el cual cambia su fuerza cada turno. El juego también simula un sistema de economía sencillo: Los precios cambian cada turno para poder recargar el almacenamiento de bolas de cañón y pólvora y reemplazar los cañones y anenómetros destruidos. También tienes la posibilidad para construir Grúas Derricks (destruibles) para generar más ingresos y para incrementar o reducir los impuestos, los cuales serán reflejados en el motivación de tus personajes. Los personajes infelices te abandonarían y en se unirán tu adversario.

## Legado
Años más tarde, en octubre de 2004, el autor liberó el juego con su código de fuente para descarga libre en su sitio web (software de dominio público). La disponibilidad de código fuente resultó en varios ports a otros sistemas con SDL, por ejemplo a GNU, Microsoft Windows y MacOS.
En abril del 2012, en el 25.º cumpleaños del juego, un port de iOS se liberó, y fue aprobado por el autor original.
En 2001 hubo otro juego creado por Ascaron, sin aprobación de Kruse, bajo el nombre Ballerburg. En 2003 el juego fue portado al Play Station 1 por Phoenix Games.